# Six Gallery-voordracht

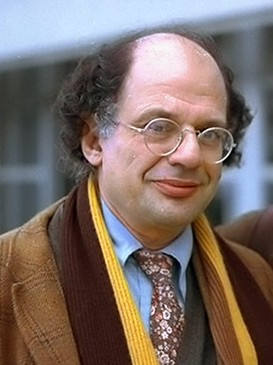
Allen Ginsberg in 1978

Op 7 oktober 1955 hield een aantal dichters een voordracht in de Six Gallery, een kunstgalerie in een voormalige garage in San Francisco. Onder deze dichters bevond zich Allen Ginsberg, die voor het eerst zijn gedicht Howl voordroeg. De avond is bekend geworden als het eerste publieke optreden van de Beat Generation.
De voordrachtavond werd al snel bekend en de dichters traden meerdere keren voor grotere zalen op. Hun bekendheid nam derhalve snel toe, met name die van Ginsberg. San Francisco ontwikkelde zich als stad van een nieuw soort poëzie, de San Francisco Renaissance.
Kenneth Rexroth nam het initiatief tot de avond. Hij besloot in de Six Gallery vijf jonge en onbekende dichters een kans te geven hun werk voor te dragen. Ze werden aangekondigd als een "opmerkelijke verzameling van engelen". De toegang was gratis; wel werd een bijdrage gevraagd voor wijn.
Wellicht door deze ongedwongen sfeer werd de voordrachtsessie een legendarische avond. Voor zo'n 150 mensen trad als eerste Philip Lamantia op. Hij las werk voor van zijn vriend John Hoffman, een dichter die kort daarvoor aan een overdosis peyote overleden was. Als tweede was Michael McClure aan de beurt. Hij las de gedichten Point Lobos Animism en For The Death Of 100 Whales voor. Vervolgens droeg Philip Whalen Plus Ça Change voor.
De volgende die eigen werk voorlas zou de Six Gallery echter helemaal op de kop zetten. Het was de toen 29-jarige Allen Ginsberg] Tot die tijd had hij nauwelijks poëzie gepubliceerd. Wel had hij enkele weken voor de leessessie een begin gemaakt met zijn gedicht Howl. Dat droeg hij die avond voor. Na afloop was het publiek diep onder de indruk, zozeer zelfs dat Rexroth in tranen was. 
De laatste die optrad was Gary Snyder. Hij las A Berry Feast voor.